# Jesús Carranza kommun
Jesús Carranza är en kommun i Mexiko.   Den ligger i delstaten Veracruz, i den sydöstra delen av landet, 500 km sydost om huvudstaden Mexico City. Antalet invånare är 27 080. Arean är 486 kvadratkilometer.
Terrängen i Jesús Carranza är huvudsakligen platt, men åt sydväst är den kuperad.
Följande samhällen finns i Jesús Carranza:
- Jesús Carranza (olika betydelser)
- Suchilapan del Río
- El Paraíso
- El Súchil
- Coapiloloyita
- Josefa Ortiz de Domínguez
- Buenavista
- Las Limas
- San Martín
- Nueva Esperanza
- Eugenio Méndez Docurro
- Nuevo Progreso
- Vasconcelos
- Cascajal Uno
- Cuauhtémoc de Tierra Blanca
- Arroyo el Sauce
- Boca Arenales
- Cuauhtémoc Dos
- San Cristóbal
- Nuevo Zacualpan
- Nuevo Paraíso
- Vista Hermosa
- San Luis
- El Tesoro
- La Guadalupe
- La Providencia
- Nipojpolíhuitl
- Enrique Rodríguez Cano
- Francisco Villa Nuevo
- Iturbide II
- Ojo de Agua
- Cuaclán
- Cascajal Dos
- Madamita
- Fernando López Arias
- Revolución
- Macaya
- Adrián Castrejón Viejo